# Āttayyāmpatti
Āttayyāmpatti är en ort i Indien.   Den ligger i distriktet Salem och delstaten Tamil Nadu, i den södra delen av landet, 1 900 km söder om huvudstaden New Delhi. Āttayyāmpatti ligger 233 meter över havet och antalet invånare är 13 627.
Terrängen runt Āttayyāmpatti är platt västerut, men österut är den kuperad. Runt Āttayyāmpatti är det tätbefolkat, med 383 invånare per kvadratkilometer. Närmaste större samhälle är Salem, 17,5 km nordost om Āttayyāmpatti. Omgivningarna runt Āttayyāmpatti är en mosaik av jordbruksmark och naturlig växtlighet.